# Zlatko Kranjčar
Zlatko Kranjčar (Zagreb, 15 de novembro de 1956 – Zagreb, 1 de março de 2021) foi um treinador e futebolista croata.
Kranjčar assumiu o posto de técnico da seleção croata em 2004, durante as eliminatórias para a Copa do Mundo FIFA de 2006. Fez uma boa campanha, levando o time croata ao primeiro lugar do grupo, no qual estavam Suécia e Bulgária.
Terminou em terceiro do grupo F da Copa e foi eliminado, ficando com um amargo vigésimo segundo lugar. Ainda enfrentou polêmicas com a imprensa local, que acusou-o de favorecimento ao meio-campista Niko Kranjčar, seu filho, que foi titular na Copa. Após esses distúrbios, Kranjčar teve seu contrato renovado pela Federação de futebol nacional. Após comandar a Seleção Croata, treinou o Al-Shaab, Dunajská Streda, a Seleção Montenegrina e os clubes iranianos Persepolis e Sepahan, este último com o qual conquistou o Iran Pro League e a Hazfi Cup. Também comandou o Al-Ahli, do Qatar
Morreu em 1 de março de 2021, aos 64 anos de idade, em um hospital de Zagreb.